# Kazimierz Sabbat
Kazimierz Aleksander Sabbat (Bieliny Kapitulne, 27 februari 1913 – Londen, 19 juli 1989), was president van Polen in ballingschap van 8 april 1986 tot aan zijn dood op 19 juli 1989. Daarvoor was hij vanaf 1976 minister-president van de Poolse regering in ballingschap.

## Jeugd
Sabbat is geboren op 27 februari 1913 in Bieliny Kapitulne, aan de voet van de berg Łysa Góra. Hij voltooide de middelbare school in Mielec en studeerde rechten aan de Universiteit van Warschau kort voor de Tweede Wereldoorlog. Hij was een scout bij de Poolse Scoutingvereniging (Związek Harcerstwa Polskiego). 

## Tweede Wereldoorlog
Na korte tijd in de Marine gediend te hebben, werd Sabbat ingedeeld bij de gemotoriseerde brigade van Stanisław Maczek. Hij raakte gewond bij de Poolse terugtrekking, maar slaagde erin om Groot-Brittannië te bereiken, alwaar hij deel ging uitmaken van de Britse General Staff als officier die verantwoordelijk is voor de jeugd.

## Na de oorlog
Nadat hij het leger verlaten had begon hij zijn eigen bedrijf in Engeland. Als vrijwilliger werkte hij ook voor de scoutingorganisatie en de Poolse Veteranen Vereniging.
In 1976 werd hij benoemd tot minister-president van de Poolse regering in ballingschap. Hij probeerde diverse Poolse emigrantengroepen samen te brengen en bracht steeds sterkere banden tot stand met de oppositie in Polen. Deze oppositie profiteerde van de moraal van de regering in ballingschap en van de materiële hulp door middel van verscheidene fondsen.
Hij werd president van de Poolse republiek (in ballingschap) in 1986, als opvolger van Edward Raczyński. Hij overleed in Londen in 1989 op 76-jarige leeftijd. 
- Gemeinsame Normdatei: 106577379X
- International Standard Name Identifier: 0000 0001 1001 3057
- Library of Congress Control Number: no2010186908
- Nationale Bibliotheek van Tsjechië: js20191058766
- Nationale Bibliotheek van Polen: a0000001209581
- Réseau des bibliothèques de Suisse occidentale: 02-A006272889
- Virtual International Authority File: 101920454
- WorldCat: E39PBJvtcMR44g3vDR7XYdr8YP